# フリッツ・ホフマン
フリッツ・ホフマン（Fritz Hofmann, 1871年6月19日 - 1927年7月14日）は、ドイツの陸上競技選手。
ホフマンは、1896年の第1回アテネオリンピックに参加した。100mに出場した。5人のランナーが出場した予選では2着に入り決勝に進出した。決勝では12.2秒のタイムを出し、優勝したアメリカのトーマス・バーク次いで2着にはいった。
ホフマンは400mにも出場し、予選2着で決勝に進出したものの、決勝では4位という結果に終わっている。彼は、走高跳にも出場し参加した5人中最下位であった。また彼は三段跳にも出場し出場した7人中、6位か7位だった。さらに砲丸投にも出場し、7人中5～7位という成績に終わっている。
ホフマンは、陸上競技以外にも3つの体操競技に出場した。綱のぼりでは12.5mを上り、ギリシャの2選手に次いで3位となっている。チーム競技の平行棒団体と鉄棒団体ではドイツチームの主将を務め、見事両種目とも金メダルを獲得した。